# هنکی پنکی (ترانه مدونا)
«درکونی» یا «هنکی پنکی» (به انگلیسی: Hanky Panky) تک‌آهنگی از هنرمند اهل ایالات متحده آمریکا مدونا است که در سال ۱۹۹۰ میلادی منتشر شد.